# Hou (Vendsyssel)
Hou ist ein dänisches Dorf mit 642 Einwohnern (1. Januar 2023) in der Aalborg Kommune im Südosten Vendsyssels. Hou befindet sich im gleichnamigen Kirchspiel (Luftlinie) etwa 8 km nördlich von Hals, 12 km südöstlich von Dronninglund und 27 km östlich vom Zentrum der Großstadt Aalborg. Der Touristenort liegt unmittelbar an der Ostseeküste, genauer dem Kattegat.

## Geschichte
Die Geschichte des Dorfes reicht ungefähr 500 Jahre zurück, als der älteste Bauernhof Hugdrupgaard im heutigen Siedlungsgebiet errichtet wurde. Heute befindet sich in dem Hofgebäude eine Kunstgalerie.
Das Dorf lebte eine lange Zeit hauptsächlich von der Landwirtschaft und dem Fischfang. Die Fischerboote aus Hou ankerten bis zum Bau eines Hafens in den 1970er Jahren vor der Küste, der Fang wurde mit kleineren Booten an Land geschafft. Dadurch war die Fischereiflotte sehr anfällig für Stürme. In den Jahren 1921 und 1934 zerstörten Stürme einen Großteil der Fischerboote. Dadurch wurde der Haupterwerbszweig der Einwohner eine Zeit lang nahezu komplett unmöglich.
Die Vereine Hou Skytte- og Gymnastikforening und der Hou Boldklub wurden 1907 und 1918 gegründet und schlossen sich mit weiteren Vereinen im Jahre 1986 zur Hou Gymnastik- og Idrætsforening zusammen. Auch eine kleine Schule und einen Kindergarten gibt es in Hou.

## Verkehr
Im Jahre 1946 wurde der Bau eines Hafens begonnen, der in den 1970er Jahren um einen Bereich für Sportboote erweitert wurde. Es gibt immer noch einige Fischerboote in Hou, doch die Fischerei verlor an Bedeutung. Der Tourismus wurde wichtiger, 167 Liegeplätzen sind dem Freizeitsportbetrieb mit Segel- und Motorboote vorbehalten.
Das große Eisenbahngesetz vom 20. März 1918 enthielt eine geplante Nebenbahn von Gandrup nach Hals, möglicherweise mit einer Verlängerung nach Hou. Dieses Vorhaben wurden nicht ausgeführt.

## Tourismus
Der Tourismus spielt in Hou eine große Rolle. Ein großes Ferienhausgebiet schließt sich südlich an den alten Ortskern an. Der Strand von Hou ist mit der blauen Flagge ausgezeichnet.

## Sehenswürdigkeiten und Veranstaltungen

### Hou Kirke
Ursprüngliche besuchten die Bewohner des Ortes den Gottesdienst in Hals. Ab den 1880er Jahren kam der Pfarrer aus Hals einmal monatlich nach Hou, um in der Schule oder im Freien einen Gottesdienst zu halten. 1895 wurde beschlossen, eine Kirche im Ort zu bauen. 1899 begann der Bau auf dem Gelände Rævemarken, welcher 1900 abgeschlossen wurde. Am 14. Oktober 1900 wurde die Hou Kirke eingeweiht. Kurz danach wurde von der lutherischen Missionsgesellschaft ein Missionshaus gebaut, welches heute als Gemeindehaus dient.

### Hou Batteri
Die Hou Batteri war eine Batterie, eine militärische Befestigung am Südstrand. Sie wurde während des Dänisch-Britischen Krieges von 1807 bis 1814 gebaut, für Feuerkraft sorgten zwei Kanonen, die zum Schutz der eigenen Schiffe und der Küste eingesetzt wurden. 1817 wurde der Betrieb der Batterie eingestellt und sie verfiel mit der Zeit vollständig. 1943 beschloss der Bürgerverein von Hou, die historische Anlage zu rekonstruieren. Dies geschah anhand von Zeichnungen des Ingenieurkorps.

### Vindharpen
Am Ende der nördlichen Hafenmole wurde 1994 eine etwa sechs Meter hohe Skulptur von Bjarne Høj aufgestellt. Sie besteht aus zwei Bugteilen von Fischerkuttern aus Hirtshals. Die Skulptur ist begehbar und dient dem Lauschen von Tönen, die durch den Wind, der gespannte Nylonschnüre in der Skulptur zur Vibration bringt, entstehen. Im Frühjahr 2021 wurde das Kunstwerk renoviert und erhielt ein völlig neues Aussehen mit einer neuen Kupferverkleidung und eingebauten Bänken.

### Fantastiske Hou Dage
Einmal im Jahr werden die Fantastiske Hou Dage abgehalten, während denen verschiedene Aktivitäten und Konzerte stattfinden.

## Fotogalerie

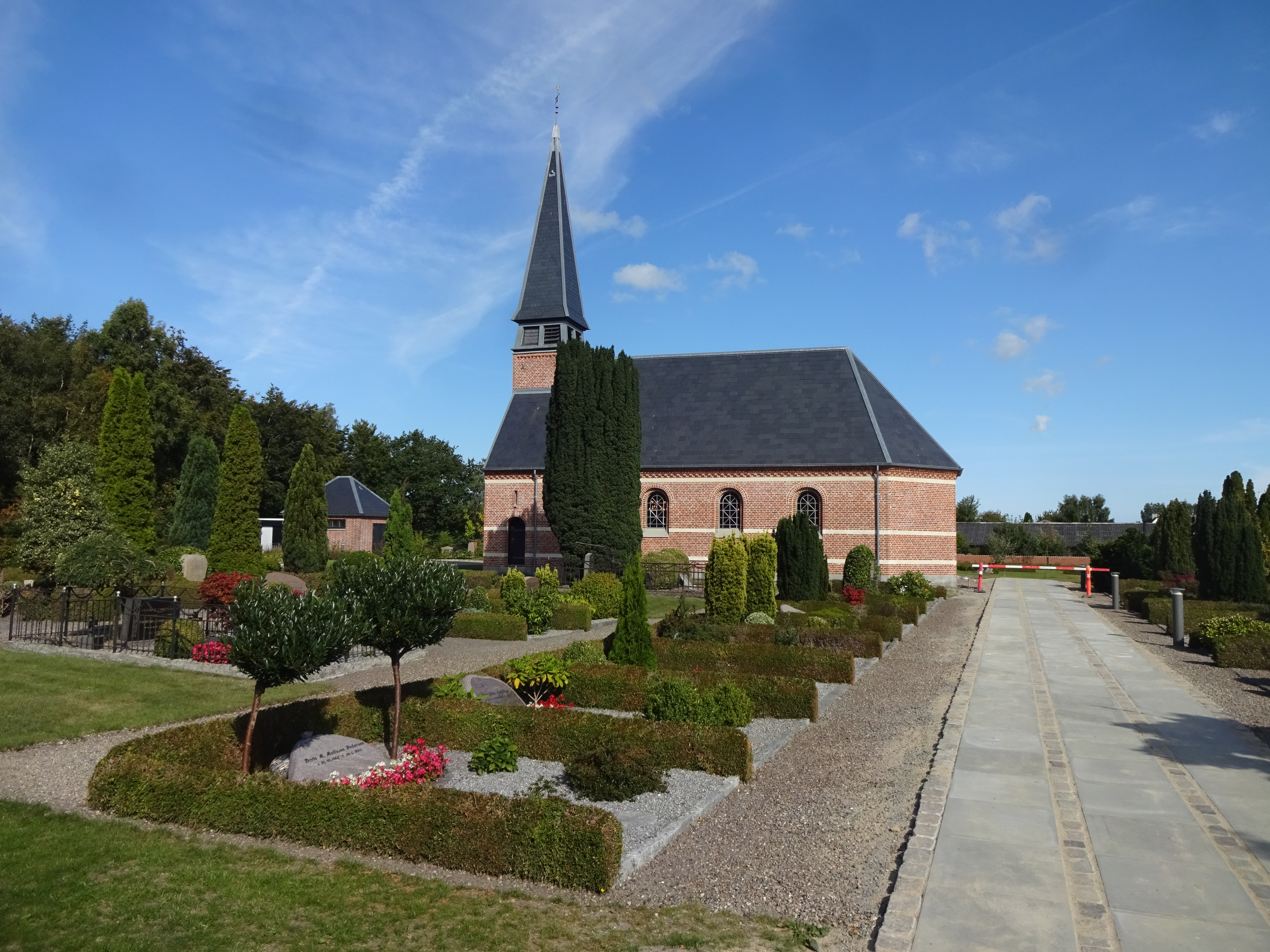
Hou Kirke
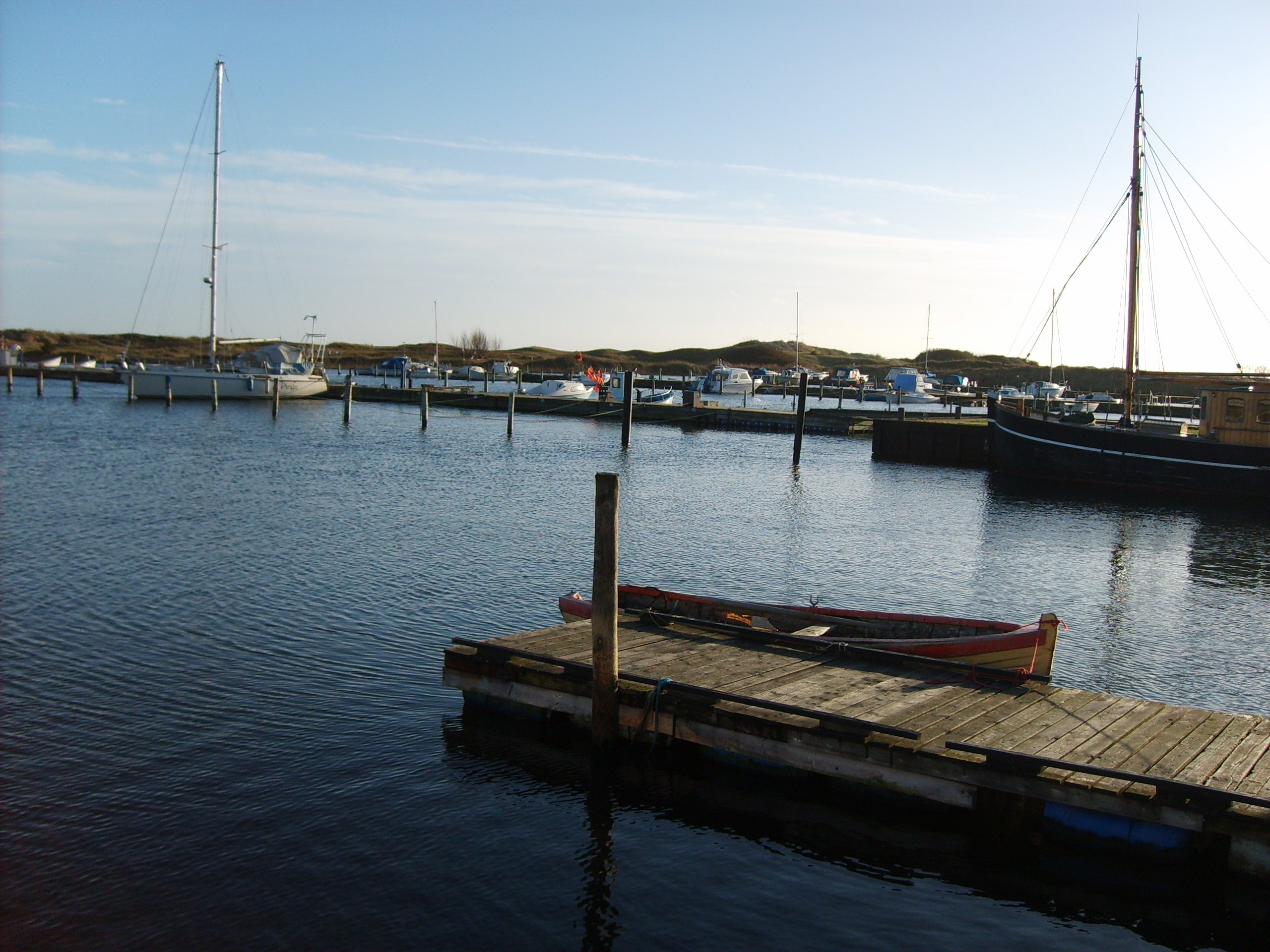
Hafen
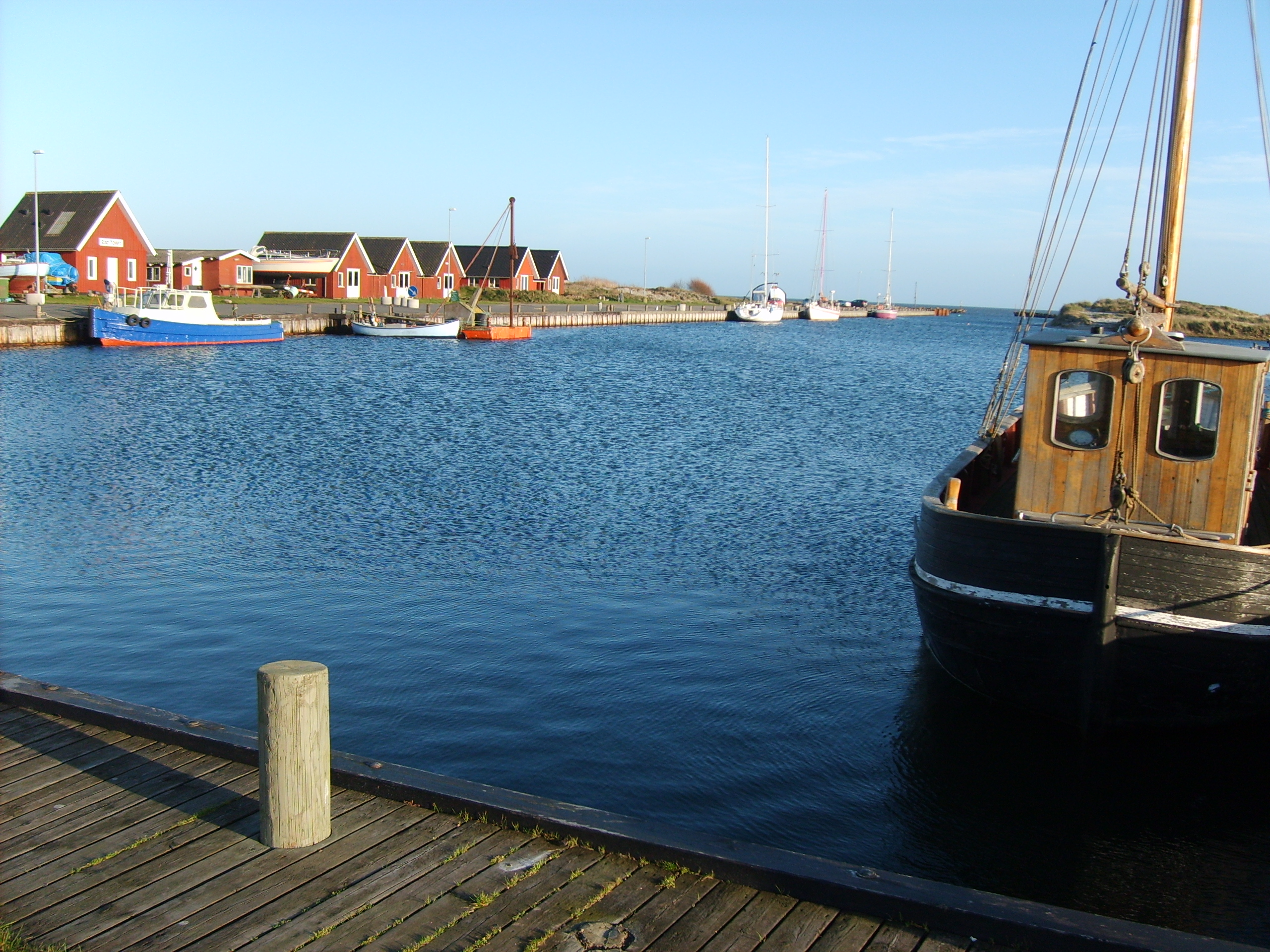
Hafen